# تاف تافینه شمسعلی
تاف تافینه شمسعلی، روستایی از توابع بخش دوره چگنی شهرستان خرم‌آباد در استان لرستان ایران است.

## جمعیت
این روستا در دهستان تشکن قرار دارد و براساس سرشماری مرکز آمار ایران در سال ۱۳۸۵، جمعیت آن ۲۲۳ نفر (۴۶خانوار) بوده‌است.